# Maria Antònia Besora i Soler
Maria Antònia Besora i Soler (Manresa, 1918 - ?, 2008) fou una promotora social catalana.
Fou membre de la Creu Roja de Manresa i el 1963 va fundar la secció de Manresa de l'Associació Espanyola Contra el Càncer, on va donar suport durant gairebé 40 anys. També va ser membre del Grup Catalònia, amb el qual va promoure la creació de llars-residències per a malalts. Per aquest motiu va rebre la Creu de Sant Jordi el 1992. Va estar casada amb Joan Balaguer i Golobart.